# Loimia bandera
Loimia bandera är en ringmaskart som beskrevs av Anne D. Hutchings 1990. Loimia bandera ingår i släktet Loimia och familjen Terebellidae. Inga underarter finns listade i Catalogue of Life.